# Matti Järvinen

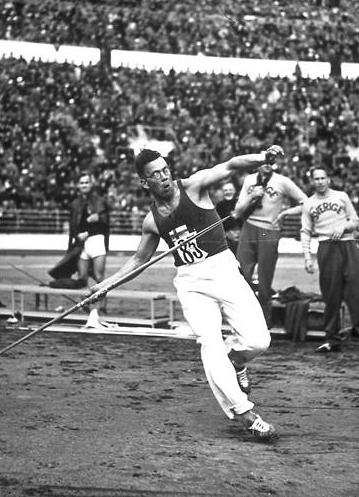
Matti Järvinen während des Speerwurfwettkampfs bei den Olympischen Spielen 1932 in Los Angeles

Matti Henrikki Järvinen (* 18. Februar 1909 in Tampere; † 22. Juli 1985 in Helsinki) war ein finnischer Speerwerfer und von 1930 bis 1934 der dominierende Sportler in dieser Disziplin.
Järvinen gewann bei den X. Olympischen Spielen 1932 die Goldmedaille und stellte zehn anerkannte Weltrekorde auf. Sein erster Weltrekord datiert vom 8. August 1930 mit einer Weite von 71,57 m, sein letzter Rekord datiert vom 18. Juni 1936 mit einer Weite von 77,23 m. Matti Järvinen wurde 1934 und 1938 Europameister im Speerwurf.
Siehe auch: Liste der Leichtathletikweltrekorde der Herren nach Sportarten bis 1970
Mattis Vater Verner Järvinen war Diskuswerfer und gewann bei den Olympischen Spielen 1906 und 1908 eine Goldmedaille und zwei Bronzemedaillen. Mattis Bruder Akilles Järvinen war Zehnkämpfer und gewann 1928 und 1932 jeweils die olympische Silbermedaille.
Järvinen verstarb 1985 im Alter von 76 Jahren.